# Campionato italiano indoor maschile di pallanuoto 1956
Il campionato italiano indoor 1956 è stata la 2ª edizione del campionato italiano indoor maschile di pallanuoto. Il torneo fu disputato da sei squadre, raggruppate in un unico girone le cui partite si disputarono a Genova dal 26 al 29 aprile 1956.

## Finali

### Classifica
|  |    | Finali 1956       | Pt | G | V | N | P | GF | GS | DR  |
|  | -- | ----------------- | -- | - | - | - | - | -- | -- | --- |
|  | 1. | Canottieri Napoli | 8  | 5 | 4 | 0 | 1 | 20 | 9  | +11 |
|  | 2. | Napoli            | 8  | 5 | 4 | 0 | 1 | 13 | 7  | +6  |
|  | 3. | Lazio             | 5  | 5 | 2 | 1 | 2 | 17 | 12 | -5  |
|  | 4. | CSI Genoa         | 3  | 5 | 1 | 1 | 3 | 8  | 12 | -4  |
|  | 5. | Roma Nuoto        | 3  | 5 | 1 | 1 | 3 | 9  | 17 | -8  |
|  | 6. | Florentia         | 3  | 5 | 1 | 1 | 3 | 6  | 16 | -10 |

## Verdetti
- Canottieri Napoli Campione indoor d'Italia 1956